# Il maestro
Pour le film italo-espagnol sorti en 1957, voir Le Destin d'un enfant.
Pour plus de détails, voir Fiche technique et Distribution.
Il maestro est un film franco-belge réalisé par Marion Hänsel et sorti en 1990.

## Synopsis
Un chef d'orchestre américain revient en Italie après une longue absence pour y diriger un opéra, mais au cours de la première répétition générale il simule un malaise et quitte la salle.

## Fiche technique
- Titre original : Il maestro
- Réalisation : Marion Hänsel
- Scénario : Marion Hänsel d'après un roman de Mario Soldati
- Photographie : Acácio de Almeida
- Musique : Frédéric Devreese
- Montage : Susana Rossberg
- Durée : 90 minutes
- Dates de sortie: 
  - États-Unis : février 1990 : Festival international du film de Miami
  - France : 22 janvier 1992

## Distribution
- Malcolm McDowell : Walter Goldberg
- Charles Aznavour : Romualdi
- Andréa Ferréol : Dolores
- Francis Lemaire : Le directeur de l'opéra
- Carmela Locantore : Paola
- Pietro Pizzuti : Father Abbott
- Serge-Henri Valcke : Major Wyatt
- Lilian Chen : La cantatrice